# Filonoe (córka Jobatesa)
Filonoe (gr. Φιλονόη Philonóē, łac. Philonoe) – w mitologii greckiej królewna licyjska.
Uchodziła za córkę Jobatesa. Z Bellerofontem, który był jej mężem, miała troje dzieci: Isandrosa, Hippolochosa i Laodamię.